# Alejandro Korn
Alejandro Korn (San Vicente, 3 de mayo de 1860 - La Plata, 9 de octubre de 1936) fue un médico, psiquiatra, filósofo, reformista, maestro y político argentino. Dirigió durante dieciocho años la colonia psiquiátrica en Melchor Romero que lleva su nombre. Fue el primer funcionario universitario en América Latina en ser elegido con el voto estudiantil. Está considerado como el iniciador del pensamiento filosófico en la Argentina y como uno de "los cinco sabios" de la ciudad de La Plata, junto a Florentino Ameghino, Juan Vucetich, Almafuerte y Carlos Spegazzini.

## Biografía
Era hijo de Carlos Adolfo Korn, un médico y militar alemán preparado para la guerra (1811-1813), prusiano, de ideas liberales que se negó a participar en la represión de una huelga de trabajadores textiles durante las revoluciones sociales de 1848. Condenado a muerte, huyó a caballo a Suiza, donde estudió medicina, conoció a su futura esposa, María Verena Meyer, y tomó la decisión de migrar a la Argentina, donde una vez instalado, se casó. 
Ese alemán se radicó en San Vicente, donde se desempeñó como médico y juez de paz. Fue promotor de la construcción del primer molino harinero y de la extensión de las vías del ferrocarril hasta la ciudad. Se destacó por su trabajo solidario en la lucha contra las epidemias de cólera, motivo por el cual fue condecorado por el presidente Domingo F. Sarmiento. A su muerte en 1905 la comunidad de San Vicente le rindió homenaje.
Alejandro fue el primero de ocho hermanos. Su único hermano varón, Mauricio, sería, como él, un médico destacado. En sus años juveniles se destacó por sus inquietudes culturales y deportivas. En 1877 se estableció en Buenos Aires para realizar primero sus estudios secundarios en el Colegio Nacional y, los universitarios, en la Facultad de Medicina de la Universidad de Buenos Aires. 
Una vez recibido conoció y se casó con María Villafañe, radicándose primero en el interior de la provincia y finalmente en La Plata. Tuvieron siete hijos, de los cuales solo cuatro sobrevivieron la niñez. Uno de ellos, Alejandro Korn Villafañe, se destacaría en la Reforma universitaria así como en el pensamiento católico y como pedagogo con la creación de la novedosa Escuela de La Plata. Su otro hijo varón, Guillermo Korn fue un dirigente estudiantil reformista de izquierda, periodista, dirigente del Partido Socialista, diputado nacional, dramaturgo y fundador del Teatro del Pueblo en La Plata.

### El médico

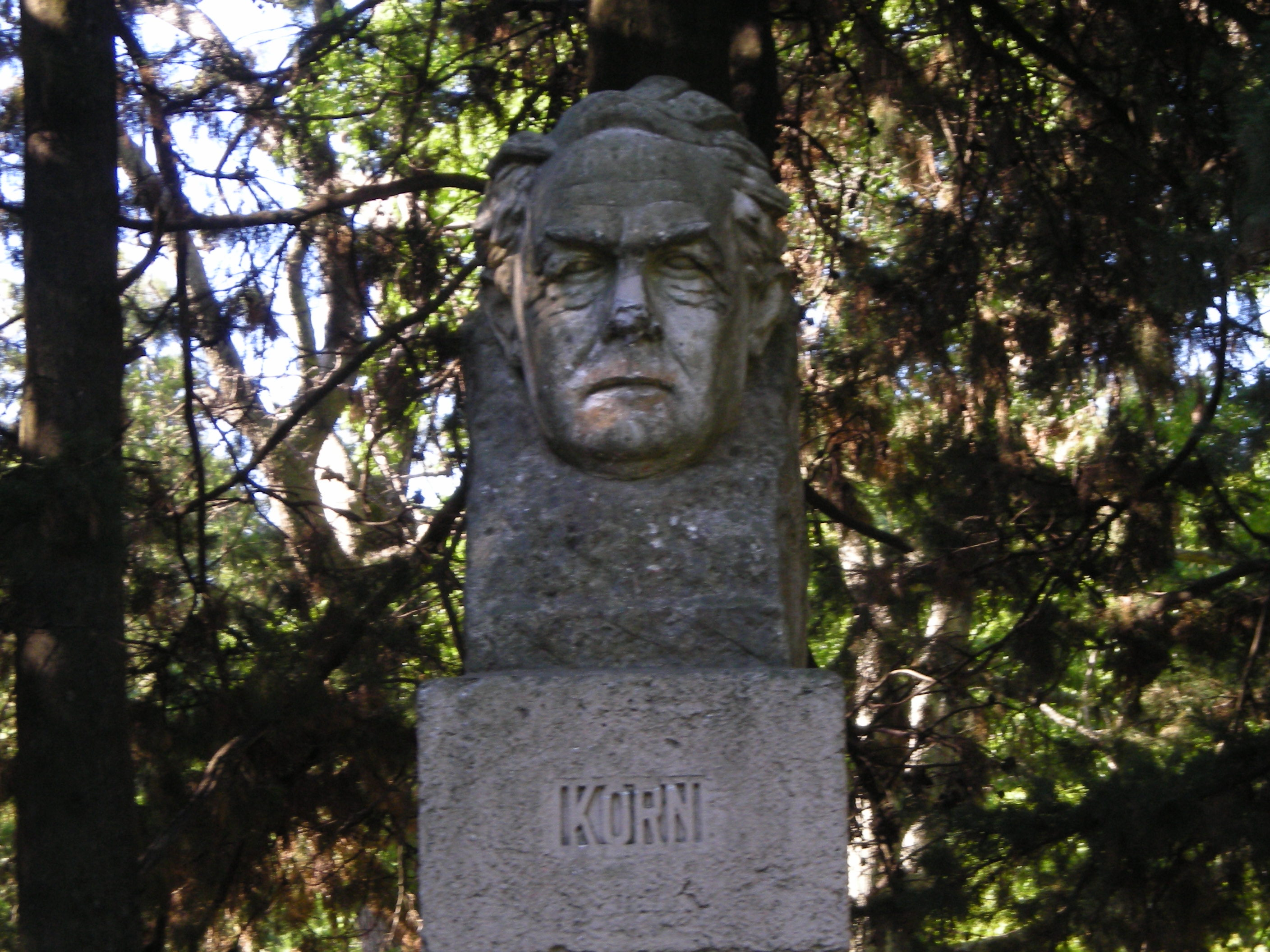
Busto de Alejandro Korn en el Monumento a los Cinco Sabios, de Máximo Maldonado.

Se graduó de médico en 1882, con una tesis sobre Locura y crimen. Ejerció su profesión en las pequeñas localidades de Navarro y Ranchos, donde se radicó. 
En 1888 fue designado médico de policía. En 1897 fue designado director del entonces Hospital Provincial de Melchor Romero, una verdadera colonia-hospital de 80 hectáreas (que él ampliaría a 180 ha), diseñado por su compañero de logia y genial diseñador de La Plata, Pedro Benoit y ubicado a 10 kilómetros del centro de la ciudad de La Plata. Inaugurado como hospital general en 1884, se especializó luego en el tratamiento de enfermedades mentales. Se trata del primer hospital en su género de Argentina y probablemente de América Latina. Korn realizó un elogiado trabajo como director del Melchor Romero hasta 1916, año en que renunciaría para dedicarse exclusivamente a la filosofía. A partir de 1900 también se desempeñaría allí su hermano Mauricio Korn.
En 1910 fundó la Sociedad Médica de La Plata, desempeñándose luego como su presidente.

### El masón
Alejandro Korn ingresó a la masonería argentina el 15 de junio de 1881, con 21 años, en la logia Germania N.º 19, la misma en la que participaba su padre, un antiguo e influyente masón a su vez, que había ingresado a la masonería en su Alemania natal, y que se radicó en Argentina, con apoyo de sus hermanos masones de ese país.
A los 23 años Alejandro fue nombrado Venerable Maestro (Presidente) de su logia. Posteriormente Korn integró la logia La Plata N.º 80, a la que también pertenecían influyentes platenses como Carlos Luis Spegazzini y Pedro Benoit.
En el año 2009 la Gran Logia de la Argentina de Libres y Aceptados Masones autorizó a ocho masones para la creación de la 
Logia Alejandro Korn N°488. Esta logia fue intervenida en el año 2022 luego de que la mayoría de sus miembros se uniera a la Serenissima Gran Loggia d'Italia la cual , mediante su Delegación Magistral de Argentina; autorizó el funcionamiento de la Logia Libertad Creadora N° 57, en la ciudad de La Plata. Tomando para ella, el nombre de su Obra Cumbre.

### El político

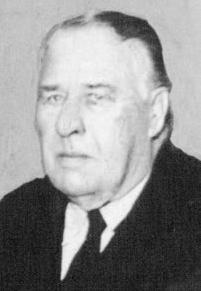
Dr. Alejandro Korn.

Integró la Unión Cívica Radical desde su fundación en 1891 y en la Revolución de 1893 fue designado por la Junta Revolucionaria como Intendente de La Plata, cargo en el que permaneció pocos días hasta la derrota de la misma. En 1894 fue elegido diputado provincial por la UCR, renunciando a su banca en 1897 como señal de disconformidad al revelarse una serie de actos de corrupción en el Banco Hipotecario en el que estaban involucrados varios radicales de su conocimiento.
En 1917 fue elegido concejal de La Plata por la UCR y postulado como candidato a diputado nacional en 1918. Pero ese mismo año se desafilió de la UCR y adhirió a las ideas socialistas, escribiendo Socialismo ético e Incipit Vita Nova:

La nueva filosofía ha de libertarnos de la pesadilla del automatismo mecánico y ha de devolvernos la dignidad de nuestra personalidad libre consciente, libre y dueña de su destino... Si queremos un mundo mejor, lo crearemos... El mismo socialismo ya, más que el socorrido teorema de Marx, invoca la solidaridad, es decir, un sentimiento ético.

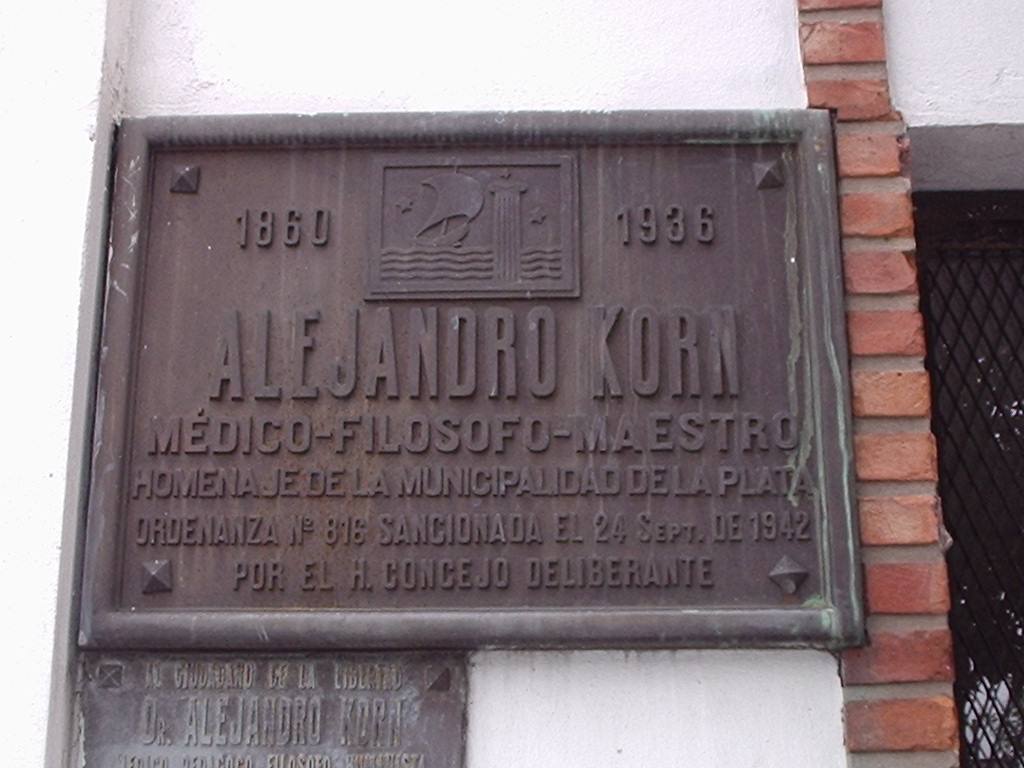
Imposición de su nombre a la calle 19 en La Plata.

En 1931 se afilió al Partido Socialista (Argentina). En 1934 dio una serie de elogiadas conferencias en la Casa del Pueblo de la Ciudad de Buenos Aires sobre "Jean Jaurés", "Hegel y Marx" y el "Antimarx", que fueron publicadas en la Revista Socialista de febrero de 1935.
En 1934, fue elegido convencional constituyente para reformar la Constitución de la Provincia de Buenos Aires, pero renunció a su cargo en protesta al fraude realizado por el gobierno en esos comicios, junto con Alfredo Palacios y Guillermo Korn, su hijo.
Luego de su fallecimiento, como homenaje a la labor que realizó en su vida, en el año 1942, mediante la Ordenanza N.º 816, la Municipalidad de La Plata impone el nombre de Dr. Alejandro Korn a la Avenida 19 de esa Ciudad.

### El universitario y reformista

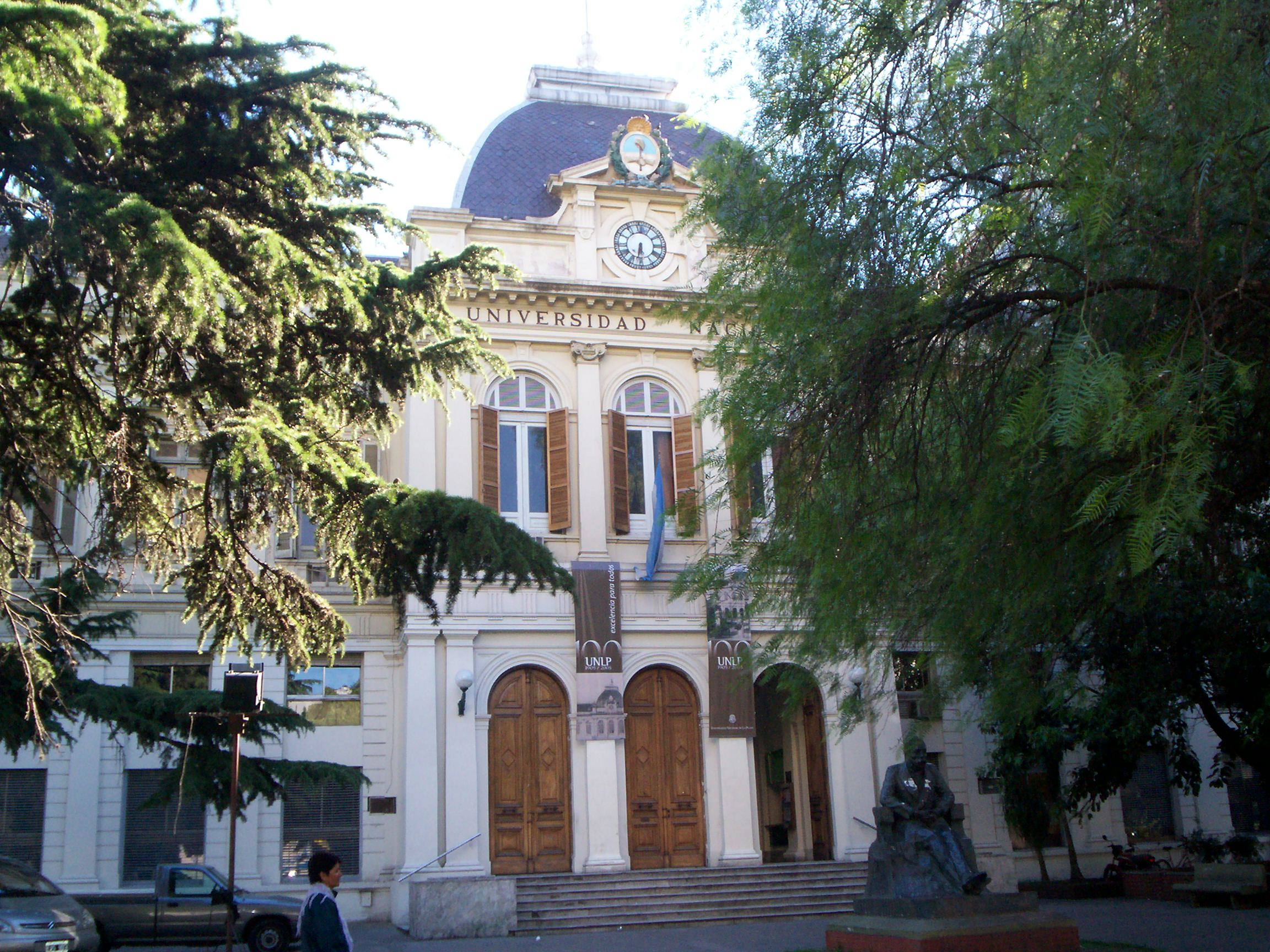
Presidencia de la Universidad Nacional de La Plata. Alejandro Korn se destacó por su magisterio y la gestión reformista de las universidades de La Plata y Buenos Aires.

La acción universitaria de Alejandro Korn estuvo relacionada con su actuación docente y como alto funcionario en las universidades de La Plata y Buenos Aires, así como con su vinculación con el movimiento estudiantil reformista, en el que sus dos hijos fueron destacados dirigentes, aunque en agrupaciones distintas.
En 1903 ingresó como consejero y vicerrector de la Universidad de La Plata, cuando ésta era aún provincial y Dardo Rocha era el rector. A partir de entonces fue el profesor titular de la Cátedra de Historia de la Filosofía. A su iniciativa se debió la creación de la Escuela de Obstetricia. En 1919, en plena agitación, el movimiento estudiantil lo llevó a hacerse cargo de la Universidad junto a Carlos Spegazzini y Edelmiro Calvo.
En 1906 ingresó como docente a la Universidad de Buenos Aires (UBA), desempeñándose como profesor interino de la cátedra de Historia de la Filosofía en la facultad de Filosofía y Letras. En 1912 fue elegido consejero de la facultad, desempeñándose en la función hasta 1918. Ese año, en el marco del movimiento de Reforma Universitaria comenzado en Córdoba, fue elegido por los estudiantes como primer decano reformista de la Facultad de Filosofía y Letras de Buenos Aires, hasta 1921.

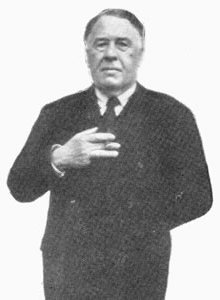
Korn fue uno de los impulsores de la Reforma Universitaria.

En 1918, Korn fue uno de los "maestros" (junto a José Ingenieros, Alfredo Palacios, José Vasconcelos) tomados como referentes por las organizaciones estudiantiles que impulsaron la Reforma Universitaria en toda América Latina. A diferencia de lo que sucedió en Córdoba, en donde el movimiento reformista fue básicamente antiescolástico, en La Plata, donde el clericalismo casi no existía, el reformismo se desarrolló como una reacción contra el positivismo. Esta reacción antipositivista fue liderada por Alejandro Korn. Con este propósito de combatir el positivismo decimonónico, instigó la creación del Colegio Novecentista en 1917. Entre 1919 y 1922 publicó varios artículos sobre el impacto de la Reforma Universitaria en la renovación cultural de América Latina.
Su obra más destacada, La libertad creadora fue originalmente escrita a pedido del Centro de Estudiantes de Derecho de Buenos Aires, para ser publicada en su revista Verbum, con el fin de dar fundamento a la actividad transformadora en que se hallaba embarcada la juventud reformista, bajo los conceptos que inspiraban su visión de un socialismo ético. El expresidente de Guatemala Juan José Arévalo, alumno suyo en la Universidad de La Plata, lo definió como "el maestro por antonomasia".
La diputada Silvia Augsburger ha sostenido que Korn fue el ideólogo principal de la Reforma Universitaria en la introducción de nuevos planes de estudios y métodos de enseñanza modernos, que lo llevaron a agitados debates públicos. Adelantándose a conceptos pedagógicos que serían universalmente aceptados a partir de la segunda mitad del siglo XX, Korn puso el acento en la necesidad de hacer del estudiante, tomado como sujeto activo y creador, el centro de todo el proceso pedagógico. En La Reforma Universitaria (1919) sostuvo en ese sentido:

La Reforma es un proceso dinámico, su propósito es crear un nuevo espíritu universitario, devolver a la Universidad, consciente de su misión y de su dignidad, el prestigio perdido. Al efecto, es imprescindible la intervención de los estudiantes en el gobierno de la Universidad. Ellos y solamente ellos representan el ímpetu propulsor, la acción eficiente, capaz de conmover la inercia y de evitar el estancamiento. Sin ellos nada se ha hecho ni nada se habría hecho. La forma en que han de intervenir, es cuestión secundaria; lo importante es que constituyan un poder del cual en adelante no se pueda prescindir... Hemos anunciado el advenimiento de una intensa cultura ética y estética, genuinamente argentina, ennoblecida por el anhelo de la justicia social y destinada a superar, sin desmedro para la ciencia, la época intelectualista y utilitaria. Complace ver a la juventud, aunque sea por distintos rumbos, buscar la luz de nuevos ideales. Una cátedra libre rodeada por estudiantes libres, dueños y responsables de sus actos, ha de contribuir mejor a formar el carácter nacional que la tutela verbosa de quienes jamás dieron un ejemplo de entereza.

### Deportista y dirigente deportivo
Korn practicó activamente y difundió el deporte en Argentina, cuando el mismo aún no se había convertido en una actividad de adhesión masiva. Se destacó especialmente en esgrima.
En 1891, en el marco de la crisis económica, política y social que tuvo su epicentro en 1890, fue elegido presidente del Club de Gimnasia y Esgrima La Plata, desempeñándose hasta 1894. Su principal obra, junto a otros dirigentes, fue obtener la habilitación de la manzana ubicada en las calles 1 y 47 para construir el primer campo de deportes del club.

### El filósofo

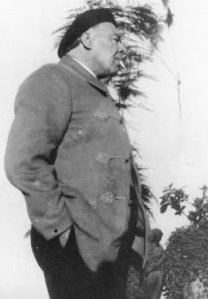
Alejandro Korn en su casa de La Plata, en la avenida 60, en la década del 30.

Alejandro Korn ha sido considerado junto a José Ingenieros como el fundador del pensamiento estrictamente filosófico en la Argentina, y parte del grupo fundacional de la filosofía latinoamericana, junto a Enrique José Varona en Cuba, José Vasconcelos y Antonio Caso en México, Alejandro Deustúa en Perú, Carlos Vaz Ferreira en Uruguay, Raimundo de Farias Brito en Brasil y Enrique Molina en Chile.
El pensamiento de Alejandro Korn impulsó una profunda renovación de la filosofía latinoamericana en el marco del movimiento democratizador continental de la Reforma Universitaria y en momentos en que en la Argentina se producían fuertes confrontaciones para superar la denominada "república oligárquica" basada en el fraude electoral y el voto cantado, e instalar un sistema democrático que tuviera como eje el respeto a la voluntad popular. Su público lector estuvo integrado mayoritariamente por jóvenes estudiantes reformistas y activistas políticos y sociales de centro izquierda. Sus reflexiones se orientaron principalmente al estudio de los valores y de la libertad, destacándose entre sus obras La libertad creadora (1922) y Axiología (1930).
La base de la filosofía de Korn es el ataque frontal al positivismo y al realismo ingenuo, es decir los presupuestos y conclusiones generalmente espontáneos que se dan por evidentes en cada época y que están arraigados en todos los sistemas filosóficos, muchas veces como elementos sobreentendidos del análisis racional.
Korn concibe la filosofía como un pensar íntimamente relacionado con el momento y la cultura concreta en la que se vive, una reflexión derivada de una praxis ligada a los problemas y a la voluntad de los individuos y las comunidades democráticas concretas.

### Los cinco sabios del faro cultural

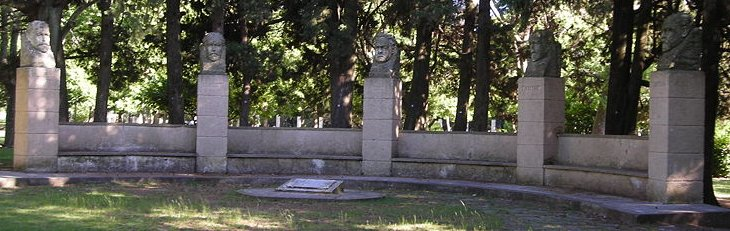
Monumento a los Cinco Sabios, del escultor Máximo Maldonado, ubicado frente al Museo de La Plata. En el centro, el busto de Alejandro Korn.

La ciudad de La Plata fue concebida desde su origen en 1882 como un centro de excelencia cultural abierto al mundo y especialmente a América Latina. Desde su notable diseño urbanístico hasta su universidad y el famoso museo de Ciencias Naturales que depende de ella, pasando por sus teatros históricos y su extensa comunidad de estudiantes, profesores e investigadores procedentes de las más diversas regiones y países, La Plata se configuró como un polo educativo y científico, denominado muchas veces como uno de los «faros culturales de América».
Korn integró el núcleo duro de ese faro cultural, junto a otros cuatro platenses conocidos como «los cinco sabios»: el poeta Almafuerte, el paleontólogo y antropólogo Florentino Ameghino, el filósofo Alejandro Korn, el biólogo Carlos Luis Spegazzini y el criminólogo Juan Vucetich.
Los cinco sabios, tuvieron casi la misma edad: los más "viejos", Ameghino y Almafuerte, eran del '54; el más joven, precisamente Korn, era del '60. Korn fue también el último de los cinco en morir, en 1936; el primero fue Ameghino en 1911.

## Obra

### La libertad creadora (1920)

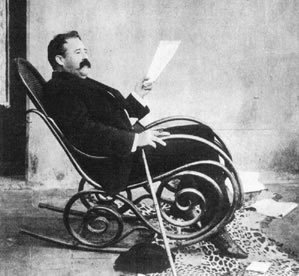
Alejandro Korn en su residencia dentro de la Colonia Neurosiquiátrica de Melchor Romero.

La libertad creadora es un trabajo publicado por primera vez en 1920, por la revista Verbum del Centro de Estudiantes de Derecho de la UBA, en pleno proceso de la Reforma Universitaria iniciada en 1918 en Córdoba y extendida luego a toda América Latina, para generalizar el tipo específico de universidad latinoamericana fundada en la autonomía con participación estudiantil en su gobierno y libertad de cátedra. Korn desempeñó un papel decisivo en la Reforma Universitaria, como protagonista (fue el primer decano elegido por los estudiantes) y como ideólogo del movimiento. En ese sentido La libertad creadora es una profunda reflexión filosófica sobre la libertad con el fin de promover el máximo protagonismo del hombre y la mujer comunes, del «sujeto libre», en términos de Korn, en la transformación voluntaria del mundo.
Dice Eugenio Pucciarelli en el prólogo al libro que para Korn "la libertad se experimenta como liberación, como emancipación de la servidumbre, como superación del obstáculo, como triunfo sobre la resistencia". Y el propio Korn sostiene que "se desplomaría... nuestra libertad si no se apoyara en la resistencia que se le opone".
Pensar a partir de la dinámica de las antinomias es una característica del pensamiento de Alejandro Korn. Con el mismo método de aproximación Korn sostiene que la justicia no existe como tal, que lo que existe es la injusticia y la constante lucha contra ella por alcanzar el ideal de justicia.
Para comprender la dinámica de la libertad Alejandro Korn parte de la comprensión del yo y del sujeto como entidades activas, dotadas de iniciativa propia:

El sujeto no se mantiene frente al mundo en actitud contemplativa; no es en manera alguna un espectador desinteresado. La conciencia es el teatro de los conflictos y armonías entre el sujeto que siente, juzga y quiere y el objeto que se amolda o resiste.

Korn le da prioridad al concepto de "actualidad" sobre el concepto de "realidad". La realidad, definida a partir de la idea de "cosa", tiende a configurar un campo estático y pasivo, en tanto que la actualidad, definida a partir de la idea de "acto" lleva a conformar procesos dinámicos, en constante cambio e influidos por las decisiones humanas. Sobre esta base Korn esboza una crítica al lenguaje cuando dice:

Un tratado de filosofía, para ser lógico, debiera escribirse con verbos sin emplear un solo sustantivo. No empleamos un verbo sin referirlo a un sustantivo o a un pronombre que haga sus veces. Esta modalidad del idioma, sugerida por la estabilidad relativa de las cosas, deriva del realismo ingenuo y nos induce al error.

Korn se aproxima a la noción de libertad creadora a través de la antinomia entre el mundo objetivo y el mundo subjetivo. El mundo objetivo, dice, obedece a normas necesarias, a leyes, mientras que el mundo subjetivo carece de leyes, es libre.

En la tercera antinomia de Kant se enuncia, en términos escuetos, el problema filosófico por excelencia: la afirmación conjunta de la necesidad y de la libertad.

De este conflicto entre la libertad y la necesidad emerge un proceso permanente de desarrollo de la ciencia y la técnica para obtener poder sobre el mundo objetivo, y de autodominio ético del mundo subjetivo, para someter la necesidad a la libertad y alcanzar así el pleno desarrollo de las propia libertad, vinculando dinámicamente poder y querer (deseo).
La libertad así comprendida, como acción, transformación y toma de posición ética por parte del sujeto autónomo, es denominada por Alejandro Korn libertad creadora.

### Axiología (1930)
Axiología es una de las obras principales escritas por Alejandro Korn, complemento de La libertad creadora. Publicada en 1930, año que en la Argentina se inició el ciclo de golpes de estado que derrocarían a los gobiernos electos hasta 1983, la obra se concentra sobre una de las preocupaciones centrales de Korn, la voluntad humana y las formas en que ésta se manifiesta.

Llamaremos valoración a la reacción de la voluntad humana ante un hecho. Lo quiero o no lo quiero, dice.

Para Korn, el hombre es, ante todo, un «sujeto valorante» y por lo tanto «la filosofía es teoría de los valores o sea axiología».
El eje de Axiología es un análisis sistemático de los valores humanos, tal como se presentan en la vida real, que Korn sintetiza en un cuadro:
| CUADRO DE LOS VALORES \| Valoraciones \| Conceptos fundamentales \| Finalidades ideales \| Valores históricos \| Ejemplo de sistematización filosófica \| \| --------------- \| ----------------------- \| ------------------- \| ------------------ \| ------------------------------------- \| \| I. Económicas \| Útil-nocivo \| Bienestar \| Técnica \| Utilitarismo \| \| II. Instintivas \| Agradable-desagradable \| Dicha \| Placer \| Hedonismo \| \| III. Eróticas \| Amable-odioso \| Amor \| Familia \| Misticismo \| \| IV. Vitales \| Selecto-vulgar \| Poder \| Disciplina \| Pragmatismo \| \| V. Sociales \| Lícito-vedado \| Justicia \| Derecho \| Sistemas sociológicos \| \| VI. Religiosas \| Santo-profano \| Santidad \| Culto \| Escolástica \| \| VII. Éticas \| Bueno-malo \| Bien \| Moral \| Estoicismo \| \| VIII. Lógicas \| Cierto-falso \| Verdad \| Saber \| Racionalismo \| \| IX. Estéticas \| Bello-feo \| Belleza \| Arte \| Intuicionismo \| |                         |                     |                    |                                       |
| Valoraciones | Conceptos fundamentales | Finalidades ideales | Valores históricos | Ejemplo de sistematización filosófica |
| I. Económicas | Útil-nocivo             | Bienestar           | Técnica            | Utilitarismo                          |
| II. Instintivas | Agradable-desagradable  | Dicha               | Placer             | Hedonismo                             |
| III. Eróticas | Amable-odioso           | Amor                | Familia            | Misticismo                            |
| IV. Vitales | Selecto-vulgar          | Poder               | Disciplina         | Pragmatismo                           |
| V. Sociales | Lícito-vedado           | Justicia            | Derecho            | Sistemas sociológicos                 |
| VI. Religiosas | Santo-profano           | Santidad            | Culto              | Escolástica                           |
| VII. Éticas | Bueno-malo              | Bien                | Moral              | Estoicismo                            |
| VIII. Lógicas | Cierto-falso            | Verdad              | Saber              | Racionalismo                          |
| IX. Estéticas | Bello-feo               | Belleza             | Arte               | Intuicionismo                         |

Korn encuentra nueve áreas de valoración humanas, definidas según el tipo circunstancias que producen las reacciones de las personas: económicas, instintivas, eróticas, vitales, sociales, religiosas, éticas, lógicas y estéticas. 
Cada una de estas nueve áreas de valoración está caracterizada por tener una secuencia valorativa específica: una dualidad valorativa central, una finalidad, una realización histórica concreta y sistemas filosóficos que justifican o promueven el valor positivo. 
Por ejemplo, el área económica: allí la dualidad valorativa central es "útil" o "nocivo"; la finalidad ideal (que nunca puede alcanzarse) es el "bienestar" y su concreción histórica (siempre perfectible) es la "técnica" (en el presente debiera agregarse la "tecnología"); como sistema filosófico que promovió el valor de la utilidad, Korn menciona al utilitarismo.
Luego del análisis detallado de cada una de las áreas de valoración, Korn concluye que todos los intentos de establecer un sistema jerárquico de valores a partir de la preeminencia de unos sobre otros, han fracasado. Lo mismo ha sucedido con los esfuerzos de hallar valores universales y permanentes. En gran medida Korn anticipa aquí puntos de vista característicos de las nuevas subjetividades aparecidas en la segunda mitad del siglo XX. Para el filósofo platense:

La valoración eficaz reside en nuestro fuero interno y más allá de la voluntad consciente no hay juez alguno... La valoración representa en última instancia la decisión de la personalidad autónoma.

Korn descarta la posibilidad de encontrar un valor supremo, pero sí encuentra una racionalidad común a todos ellos: «la negación de la actualidad en cuanto nos constriñe». Korn encuentra una dinámica entre una realidad presente que se presenta como un límite para el hombre y es por lo tanto valorada negativamente («el mundo es malo»), y su contracara, la actitud humana destinada a "liberarse" de esa restricción en el futuro, mediante un "ideal" valorado positivamente.

Si definimos el proceso cultural como un esfuerzo destinado a realizar fines ideales, sería más exacto decir que es el esfuerzo para librarnos de males empíricos.

Producida esa actitud de rechazo del mundo real, común a todos los valores, vuelve a aparecer la dualidad, abriéndose dos grandes actitudes valorativas: el pesimismo y el optimismo.

Ante la vida o nos resignamos o nos rebelamos, la rehuimos o la afrontamos, nos refugiamos en el claustro o descendemos resueltos a la arena. De ahí dos tipos humanos opuestos.

Como se ha visto, Korn reconoce que ambas actitudes valorativas, la pesimista y la optimista, tienen como fin la liberación del hombre de una realidad valorada negativamente. En este rechazo de la realidad, tal como le ese dada, en la rebeldía humana, Korn encuentra la esencia misma de la humanidad del hombre:

Al aparecer el hombre, sólo una diferencia anatómica lo separaría de los demás animales... En torno vislumbraría la hostilidad del medio. Pero este animal erecto, en lugar de amoldarse pasivo a las modalidades del ambiente... En lugar de someterse se subleva; en vez de adaptarse concibe la empresa titánica de sojuzgar el ambiente a su querer. El hombre es el animal rebelde. Es así como se aleja de la animalidad.

Pero en tanto la primera responde con la inacción, la segunda responde actuando, re-accionando sobre esa misma realidad negativa transformándola en el sentido del valor positivo formulado como ideal. A esta reacción voluntaria guiada por un valor positivo, la llama «libertad creadora».
Korn cierra su trabajo llamando la atención sobre el papel que tiene cada sistema filosófico en la respuesta que los hombres dan a las restricciones que le impone la actualidad. 

Cada filosofía distinta es la expresión de una valoración distinta... Toda filosofía sistematiza en un alegato la voluntad que la inspira.

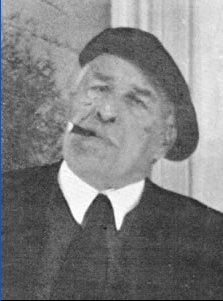
Alejandro Korn en los años 30.

Al rechazar la existencia de "una filosofía universal", y ligar cada sistema filosófico a una determinada voluntad colectiva, Korn expresa su concepto militante de la filosofía, al servicio de una determinada comunidad social. Esta posición del filósofo es la que lo llevó a comprometerse con los estudiantes latinoamericanos en la Reforma Universitaria y proveer reflexiones filosóficas para fortalecerla, así como sostener la necesidad de un pensamiento filosófico propio de las naciones latinoamericanas, que les permitiera realizar su voluntad.

Si nuestro pueblo, el pueblo argentino, posee una voluntad propia, si tiene conciencia de los valores que afirma... ¿Cuál es pues nuestra voluntad? La respuesta no podemos importarla ni solicitarla a título de préstamo. Sin duda, con espíritu abierto, nos hemos de nutrir en la más alta cultura filosófica; pero el pensamiento universal, al pasar por nuestra mente, revestirá su forma específica. Se pondrá al servicio de nuestros valores. Si no fuera así, seríamos un conglomerado cualquiera, no una nación.

## Memoria
Llevan su nombre:
- La ciudad en que nació, llamada anteriormente "Empalme San Vicente", lleva su nombre desde 1964.[33]
- El Hospital Neuropsiquiátrico de Melchor Romero, que dirigió entre 1898 y 1916, lleva el nombre de "Alejandro Korn" desde 1954.
- La Universidad Popular Alejandro Korn (UPAK), fundada el año de su muerte (1936) y activa desde entonces.[34]
- Una sala de la Biblioteca de la Universidad Nacional de La Plata.
- Una cátedra libre en la Universidad Nacional de La Plata, creada en 1997 con el fin de difundir sus ideas y analizar las novedades en materia de arte, ciencia y filosofía.[35]
- Una agrupación estudiantil reformista de la Universidad Nacional de Rosario.[36]
- Un instituto de formación docente.[37]
- La Respetable Logia N° 488 de La Plata, la cual trabaja bajo los Auspicios de la Gran Logia de la Argentina de Libres y Aceptados Masones.
- La  Respetable Logia Libertad Creadora N° 57 de La Plata, miembro de la Serenissima Gran Loggia d'italia.

En la ciudad de La Plata, frente al Museo de Ciencias Naturales, se encuentra el Monumento a los Cinco Sabios platenses (Almafuerte, Florentino Ameghino, Alejandro Korn, Carlos Spegazzini y Juan Vucetich), obra del escultor Máximo Maldonado.

## Publicaciones
- Socialismo ético (1918)
- Inscript vita nova (1918)
- La Reforma Universitaria (1919)
- La libertad creadora (1920)
- Esquema gnoseológico (1924)
- El concepto de ciencia (1926)
- Axiología (1930)
- Apuntes filosóficos (1935)
- Influencias filosóficas en la evolución nacional (1936)
- Filósofos y sistemas (1936)
- Ensayos críticos (1936)
- Obras completas (1949)
- Juan Pérez (1963)
- Estudios de filosofía contemporánea (1963)

## Dominio público
La obra de Alejandro Korn se encuentra en el dominio público y por lo tanto puede ser libremente editada y citada. El artículo 5 de la Ley 11.723 de propiedad intelectual establece que la propiedad intelectual se extiende por un plazo de 70 años, a contar desde el 1 de enero del año siguiente de su muerte. Dicho plazo se cumplió el 1 de enero de 2007.
- Korn, Alejandro. De San Agustín a Bergson. Hegel, 1931, Revista de Letras de la Biblioteca Nacional de la República Argentina